# Jaroslav Cerman
Jaroslav Cerman (* 12. dubna 1991) je český stand-up komik, herec a scenárista. Nejvíce je známý vystupováním v pořadu Comedy Club.

## Kariéra
Od roku 2014 se začal věnovat stand-upu, v tu dobu účinkoval na stand-up akci Underground Comedy. Poprvé v televizi vystoupil v roce 2016 v pořadu Comedy Club, vysílaném na Prima Comedy Central, dnes pojmenované Paramount Network. V roce 2020 a 2021 se objevil v několika epizodách pořadu Sestřičky Modrý kód, vysílaném na Primě. V roce 2015 psal scénář pro satirické zprávy Infobaden News a v roce 2021 se podílel na scénáři při udělování Cen Anděl 2021. Rovněž se podílel na některých scénářích pro Českou televizi.

## Filmografie

### Televize
- 2014 – Underground Comedy
- 2016 – Comedy Club
- 2020 a 2021 – Sestřičky Modrý kód (4 epizody)

### Scénář
- 2015 – Infobaden News
- 2021 – Ceny Anděl 2021